# Holmestrandfjorden
Holmestrandfjorden er en lille fjord eller  sund i Ytre Oslofjord mellem Holmestrand i Vestfold og Telemark og øen Langøya. Øst og nord for Holmestrandfjorden ligger farvandet Breiangen og i nordvest glider fjorden over i Sandebukta mod Selvik.
Holmestrandfjorden er cirka 8 kilometer lang mellem Sandebukta og Mulodden ved Holmestrand.